# Jessica Chastain
Jessica Michelle Chastain (Sacramento, 24 de março de 1977) é uma atriz, profissional de dublagem e produtora norte-americana.Conhecida por estrelar principalmente projetos com temas feministas, ela recebeu vários prêmios, incluindo um Oscar e um Globo de Ouro, além de indicações para dois Tony Award e um Primetime Emmy Award. A revista Time a nomeou uma das 100 pessoas mais influentes do mundo em 2012. Chastain nasceu e cresceu no norte da Califórnia, desenvolvendo desde cedo um interesse pela atuação. Ela estreou profissionalmente no teatro em 1998 como Julieta em uma produção de Romeu e Julieta. Estudou atuação na Escola Juilliard e depois disso assinou um contrato com o produtor televisivo John Wells. Chastain fez aparições coadjuvantes em diversas séries de televisão, incluindo ER e Law & Order: Trial by Jury. Ela também participou de produções teatrais de O Jardim das Cerejeiras e Salomé.
Sua estreia no cinema foi em 2008 com o filme Jolene, ganhando grande reconhecimento em 2011 depois de estrelar em vários dramas elogiados pela crítica, principalmente Take Shelter e The Tree of Life. Sua interpretação em The Help lhe rendeu uma indicação ao Oscar de melhor atriz coadjuvante. No ano seguinte, Chastain venceu o Globo de Ouro e foi indicada ao Oscar de Melhor Atriz pelo suspense Zero Dark Thirty. Ela estreou na Broadway em uma produção de The Heiress no mesmo ano. Seus maiores sucessos de bilheteria foram os filmes de ficção científica Interstellar de 2014, The Martian de 2015 e o terror It Chapter Two de 2019, continuando a ser elogiada pelos dramas A Most Violent Year de 2014, Miss Sloane de 2016 e Molly's Game de 2017. Em 2021, a atriz foi aclamada pelo seu retrato da apresentadora evangélica Tammy Faye Bakker, no filme The Eyes of Tammy Faye. Pela sua performance, recebeu a Concha de Prata de Melhor Atriz no Festival de San Sebastián, venceu seu primeiro troféu solo no SAG Awards, sua segunda vitória no Critics Choice Awards, além de conquistar o Oscar de Melhor Atriz.
Chastain é fundadora da companhia de produção Freckle Films, que ela criou com o objetivo de promover maior diversidade no meio cinematográfico. Ela faz campanhas para promover uma agenda positiva e em defesa dos mais variados temas, começando por ações em benefício de pessoas com questões de saúde mental  e passando pela defesa dos conceitos de diversidade e igualdade na sociedade. Seus trabalhos fora das telas fizeram com que fosse nomeada em 2012 como uma das cem pessoas mais influentes do mundo pela revista Time. Chastain é casada desde 2017 com o executivo de moda italiano Gian Luca Passi de Preposulo.

## Início de vida
Jessica Michelle Chastain nasceu em 24 de março de 1977 em Sacramento, Califórnia, Estados Unidos, filha de Jerri Renee Chastain e do músico Michael Monasterio. Seus pais eram muito jovems quando ela nasceu. Chastain é relutante em discutir seu histórico familiar; ela é afastada de Monasterio e já disse que nenhum pai está listado em sua certidão de nascimento. Ela tem duas irmãs e dois irmãos. Sua irmã Juliet se suicidou em 2003 depois de anos de abuso de drogas. Chastain foi criada em Sacramento por sua mãe e seu padrasto, Michael Hastey, um bombeiro. Ela afirmou que Hastey foi a pessoa quem lhe fez sentir-se segura. Chastain possui uma ligação próxima com sua avó materna Marilyn, quem ela credita por "sempre ter acreditado em mim". O avô paterno de Jessica era descendente de bascos e castelhanos/espanhóis, o restante de sua ascendência é um oitavo grego, além de ingleses, alemães, franceses, holandeses, escoceses, irlandeses e galeses. Dois dos bisavós paternos de Jessica, Antonio Astoreca Monasterio e Ramona Egurrola Basañez, eram emigrantes da Espanha (de ascendência basca e castelhana). Um de seus bisavôs paternos, Ernest John Thomas (originalmente "Anastaciou"), era grego.

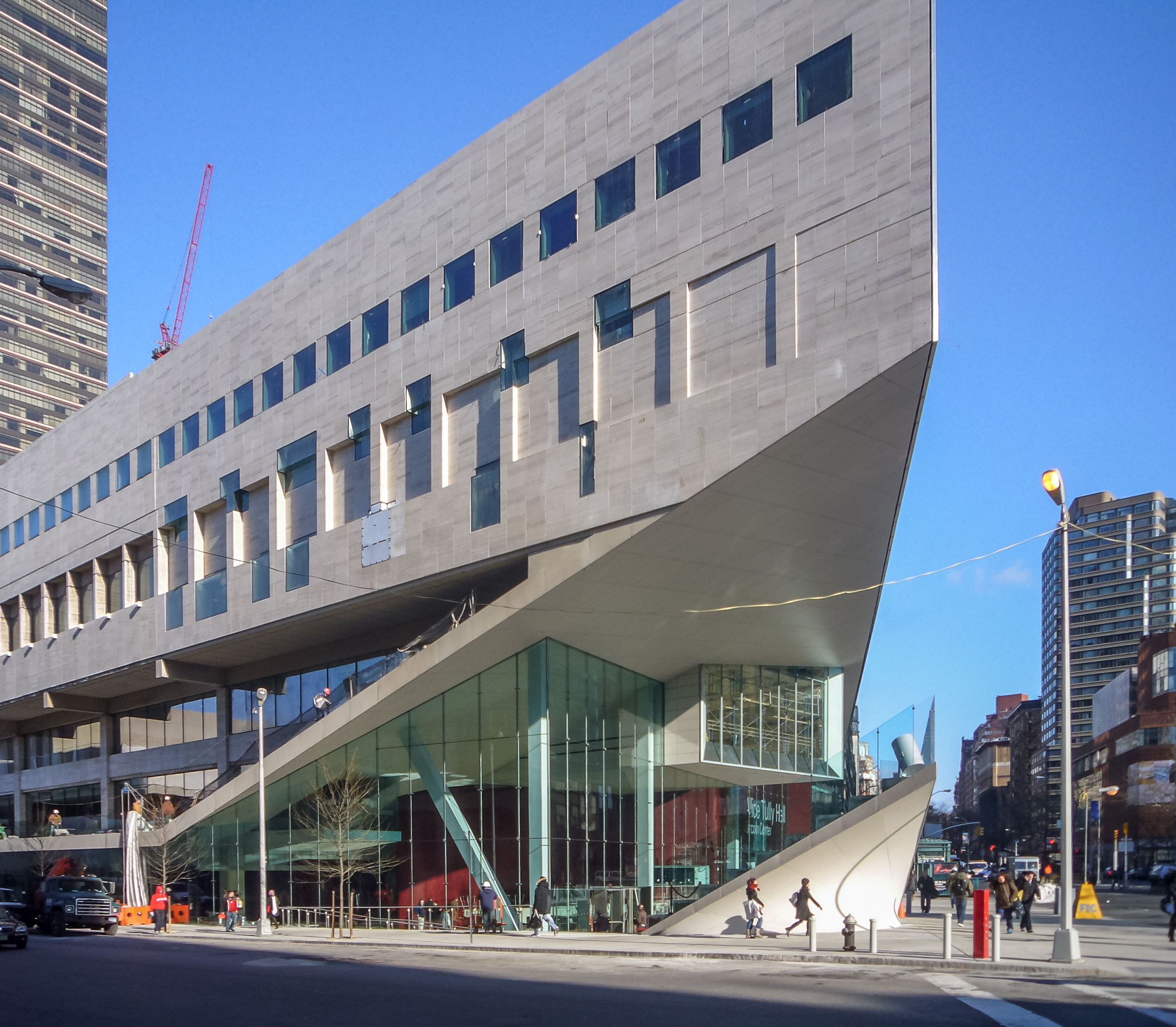
A Escola Juilliard em Nova Iorque, onde Chastain estudou atuação.

Chastain desenvolveu seus interesse em atuação aos sete anos de idade, depois de sua avó ter lhe levado para assistir uma produção de Joseph and the Amazing Technicolor Dreamcoat. Ela organizava apresentações amadoras junto com outras crianças e se considerava a diretora artística. Chastain tinha dificuldades acadêmicas enquanto estudava na Escola Fundamental de El Camino em Sacramento. Era sozinha e se considerava uma desajustada na escola, encontrando uma saída nas artes performáticas. Chastain já descreveu como costumava faltar na escola para ficar lendo as obras de William Shakespeare. Ela não conseguiu passar de ano para a graduação devido seu elevado número de faltas, mas depois conseguiu um diploma quando ótimo. Chastain em seguida estudou no Colégio da Cidade de Sacramento entre 1996 e 1997, durante a qual foi membro da equipe de debates. Sobre sua vida, Chastain falou:
| “ | Eu [cresci] com uma mãe solteira que trabalhou muito duro para colocar comida na nossa mesa. Nós não tínhamos dinheiro. Houve muitas noites quando tivemos que ir dormir sem comer. Foi um crescimento muito difícil. As coisas não eram fáceis para mim enquanto crescia. | ” |

Chastain fez sua estreia profissional no teatro em 1998 no papel de Julieta em uma produção de Romeu e Julieta realizada pela TheatreWorks, uma companhia da área da baía de São Francisco. A produção lhe fez conseguir um teste para a Escola Juilliard em Nova Iorque, onde foi logo aceita e recebeu uma bolsa financiada pelo ator Robin Williams. Ela sofreu de ansiedade durante seu primeiro ano e ficou preocupada sobre ser dispensada do programa, passando a maior parte de seu tempo lendo e assistindo filmes. Chastain posteriormente comentou que sua participação em uma produção bem sucedida de A Gaivota durante seu segundo ano lhe ajudou a ganhar mais confiança. Ela se formou na Juilliard em 2003 com um bacharelado de belas artes.

## Carreira

### Primeiros papéis
Chastain compareceu a um evento em Los Angeles para estudantes antes de se formar na Juilliard, onde assinou um contrato com o produtor de televisão John Wells, mudando-se para Los Angeles e começando a fazer testes para papéis. Ela inicialmente achou o processo difícil, culpando outras pessoas que achavam que era difícil categorizá-la como uma ruiva de visual incomum. Sua estreia na televisão foi em um piloto de 2004 para um remake da novela Dark Shadows, em que foi escalada como Carolyn Stoddard. O piloto foi dirigido por P. J. Hogan, porém a série não foi aprovada para transmissão. No mesmo ano, Chastain apareceu como atriz convidada no drama médico ER como uma mulher descrita como "psicótica", o que lhe fez conseguir mais papéis incomuns como vítimas de acidentes e pessoas mentalmente doentes. Ela apareceu em tais papéis em algumas outras séries de televisão entre 2004 e 2007, incluindo Veronica Mars em 2004, Close to Home em 2006 e Law & Order: Trial by Jury em 2005 e em 2006.

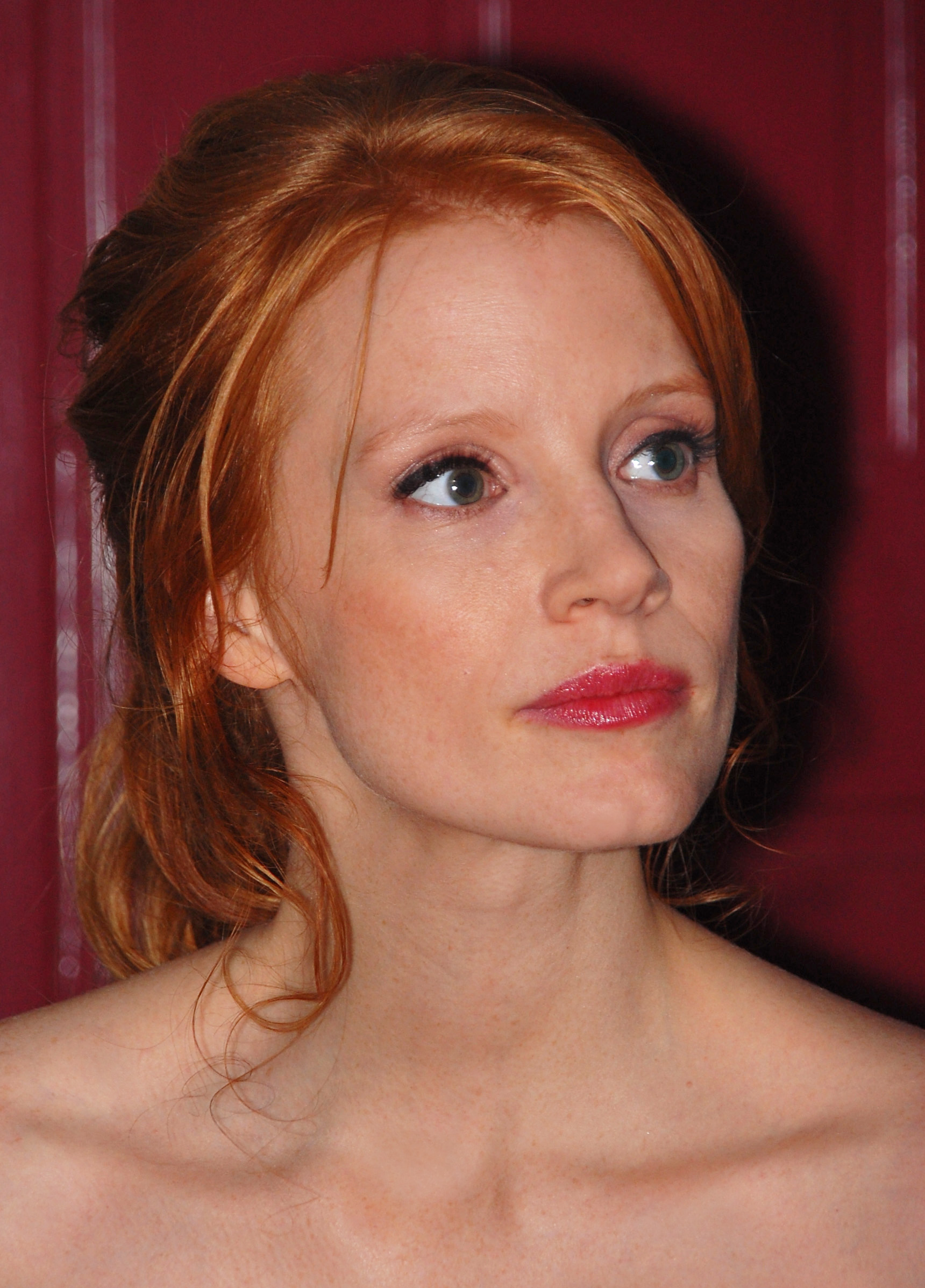
Chastain em 2010.

Em 2004 ela conseguiu o papel de Anya, uma jovem virtuosa, em uma produção teatral de O Jardim das Cerejeiras realizada pela Williamstown Theatre Festival em Massachusetts e estrelada por Michelle Williams. No mesmo ano trabalhou com a Playwrights Horizons em uma produção de Rodney's Wife como a filha de um problemático ator de cinema na meia idade. Sua interpretação não foi bem recebida pela crítica, com Ben Brantley do The New York Times escrevendo que ela "de alguma forma parecia estar perdendo a cor a medida que a noite progride". Enquanto trabalhava na peça, Chastain foi recomendada por Richard Nelson, o autor de Rodney's Wife, para Al Pacino, que na época estava procurando por uma atriz para estrelar sua produção de Salomé. A peça conta a trágica história da exploração sexual de sua personagem título. Salomé é na história uma menina de dezesseis anos, porém Chastain foi escalada para o papel mesmo tendo então 29 anos de idade. A peça foi encenada em 2006 em Los Angeles, com Chastain comentando posteriormente que isso lhe permitiu chamar a atenção de vários diretores de elenco. O crítico Steven Oxman da Variety criticou a interpretação dela: "Chastain está tão constrangida como Salomé, não muito certa se é uma sedutora habilidosa ou uma pirralha rica e chorona; ela não concretiza nenhuma das escolhas".
Chastain estreou no cinema em 2008 como a personagem título de Jolene de Dan Ireland, inspirado em um conto de E. L. Doctorow. O enredo segue por uma década uma adolescente abusada sexualmente. A interpretação de Chastain foi elogiada por Rex Reed do New York Observer, que a considerou o único aspecto notável da produção. Ela venceu o prêmio de melhor atriz no Festival Internacional de Cinema de Seattle. No ano seguinte teve um papel pequeno no longa Stolen, um suspense de mistério que teve um lançamento limitado. Ainda em 2009, Chastain interpretou o papel de Desdêmona em uma produção de Otelo feita pela The Public Theater, co-estrelando ao lado de John Ortiz e Philip Seymour Hoffman. Hilton Als do The New Yorker elogiou Chastain por encontrar "uma linda profundidade maternal" no papel.
Ela estrelou em 2010 o drama The Debt de John Madden, interpretando uma jovem agente do Mossad enviada para Berlim Oriental na década de 1960 com o objetivo de capturar um ex-médico nazista que realizou experimentos médicos em campos de concentração. Chastain compartilhou a personagem com Helen Mirren, com ambas as atrizes fazendo o mesmo papel em diferentes períodos. As duas trabalharam juntas antes das filmagens a fim de aperfeiçoarem a voz e os maneirismos da personagem e para que ela fosse consistente. Chastain fez aulas de alemão e krav maga, além de ler livros sobre o médico nazista Josef Mengele e sobre a história do Mossad. William Thomas da Empire escreveu que o longa era um "suspense inteligente, tenso e bem atuado", salientando os "pulsos, força e vulnerabilidade" de Chastain no papel. Ela também apareceu como Mary Debenham em um episódio da série britânica Agatha Christie's Poirot, baseada no romance Murder on the Orient Express de Agatha Christie.

### Chegada ao sucesso
Depois de lutar para conseguir um longa de sucesso, Chastain teve seis filmes lançados no ano de 2011, ganhando grande reconhecimento por seus papéis em vários deles. O primeiro desses papéis foi o da esposa de Michael Shannon no longa Take Shelter de Jeff Nichols. O drama conta a história de um pai atormentado por visões que tenta proteger sua família de uma tempestade iminente. O filme foi exibido no Festival Sundance de Cinema, com o crítico Tim Robey do The Daily Telegraph comentando como o papel coadjuvante de Chastain ajudava a narrativa. Ela foi indicada ao Independent Spirit Award de Melhor Atriz Coadjuvante por Take Shelter.

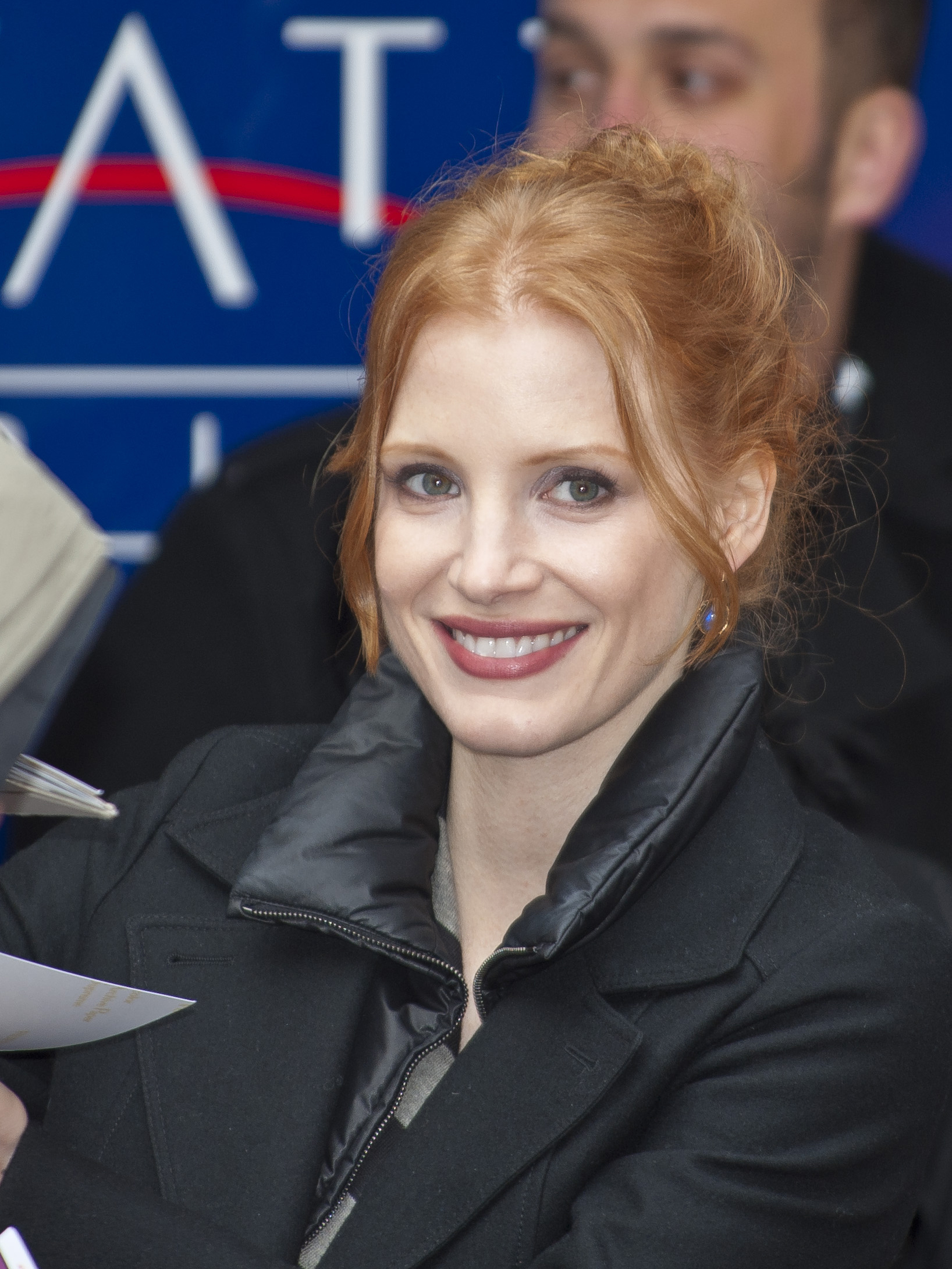
Chastain em 2011.

No Festival internacional de Cinema de Berlim ocorreu a estreia de Coriolanus, uma adaptação da tragédia homônima de Shakespeare feita pelo ator-diretor Ralph Fiennes, em que Chastain interpretou Virgília. Seu papel seguinte foi ao lado de Brad Pitt como a mãe carinhosa de três filhos no drama experimental The Tree of Life de Terrence Malick, que ela tinha filmado em 2008. Chastain foi contratada para trabalhar neste último sem receber um roteiro de Malick, em vez disso improvisando com Pitt muitos de seus diálogos e cenas. Ela considerou seu papel como "a personificação da graça e espírito do mundo"; em preparação, praticou meditação, estudou pinturas de Madona e leu poemas de Tomás de Aquino. O filme estreou no Festival de Cannes de 2011 depois de vários atrasos, sendo recebido de forma polarizada pelo público, porém foi elogiado pela crítica e venceu a Palma de Ouro. Justin Chang da Variety afirmou que o longa era um "hino para a glória da criação, um poema exploratório, frequentemente mistificador" e creditou Chastain por interpretar seu papel com uma "vulnerabilidade comovente".
Seu maior sucesso no ano foi o drama The Help, co-estrelado por Viola Davis, Octavia Spencer e Emma Stone, que era baseado no romance homônimo de Kathryn Stockett. Chastain interpretou Celia Foote, um socialite de Jackson, Mississippi, na década de 1960 que desenvolve uma amizade com sua empregada negra. Ela se interessou pela posição antirracista da personagem e conectou-se com sua energia e entusiasmo; em preparação assistiu filmes de Marilyn Monroe e pesquisou a história de Sugar Ditch, Tennessee, onde sua personagem cresceu. The Help arrecadou 216 milhões de dólares em bilheteria e tornou-se o filme de maior sucesso de Chastain até então. Manohla Dargis do The New York Times elogiou a química entre Chastain e Spencer, enquanto Roger Ebert disse que ela era "não afetada e infecciosa". Todo o elenco do longa venceu o Prêmio do Sindicato dos Atores de Melhor Interpretação de Elenco em Cinema, com Chastain também recebendo sua primeira indicação ao Oscar na categoria de Melhor Atriz Coadjuvante, além de outras indicações do BAFTA, Globo de Ouro e Prêmio do Sindicato dos Atores, porém perdeu todas para Spencer.
Os dois últimos papéis de Chastain em 2011 foram em Wilde Salomé, um documentário baseado em sua produção de 2006 de Salomé, e o suspense criminal criticamente execrado Texas Killing Fields. Este último, co-estrelado por Sam Worthington e Jeffrey Dean Morgan, era uma versão parcialmente ficcionalizada de uma área do Texas conhecida por seu alto número de assassinatos, em que ela interpretou uma detetive de homicídios. Betsy Sharkey do Los Angeles Times elogiou a pronunciação texana de Chastain, porém criticou o filme. Seus trabalhos em 2011, especialmente em The Help, The Tree of Life e Take Shelter, lhe renderam prêmios de várias organizações de críticos, incluindo o Círculo de Críticos de Cinema de Nova Iorque, a Sociedade Nacional de Críticos de Cinema e a Associação de Críticos de Cinema de Los Angeles.

### Proeminência
Dois dos filmes de Chastain de 2012 estrearam no Festival de Cannes: a comédia e animação Madagascar 3: Europe's Most Wanted e o drama policial Lawless. O primeiro era o terceiro título da série Madagascar em que ela dublou Gia, a Jaguar, com um sotaque italiano. Tendo arrecadado 746 milhões de dólares, o longa é seu maior sucesso de bilheteria. O segundou foi dirigido por John Hillcoat e baseado no romance The Wettest County in the World de Matt Bondurant. Chastain interpretou uma dançarina de Chicago que se envolve em um conflito entre três irmãos traficantes de bebidas, interpretados por Shia LaBeouf, Tom Hardy e Jason Clarke. O filme recebeu críticas geralmente positivas, com Richard Corliss da Time achando que Chastain estava cheia de "gravidade equilibrada e sedutora". Na biografia experimental The Color of Time sobre o autor C. K. Williams, dirigida pelo ator James Franco e por estudantes da Universidade de Nova Iorque, Chastain interpretou a mãe do jovem Williams. O longa originalmente foi nomeado Tar para sua estreia no Festival Internacional de Cinema de Roma, porém foi renomeado para sua estreia comercial em 2014.

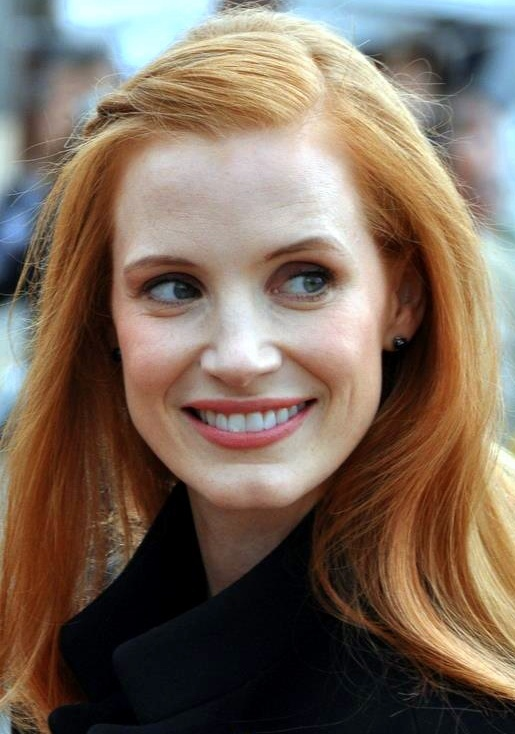
Chastain em 2012.

Uma pequena participação de Chastain junto com Ben Affleck em To the Wonder de Malick foi cortada, e por conflitos de agenda ela foi forçada a sair dos filmes de ação Oblivion e Iron Man 3, ambos de 2013. Em vez disso ela fez sua estreia na Broadway em uma produção da peça The Heiress, interpretando Catherine Sloper, uma jovem ingênua que se transforma em uma mulher poderosa. Chastain estava inicialmente relutante em aceitar o papel por temer a grande ansiedade que sofreu durante suas primeiras performances no teatro. Ela acabou aceitando depois de descobrir uma conexão pessoal com a personagem: "ela é terrivelmente desconfortável e eu costumava ser assim". A produção foi realizada no Walter Kerr Theatre entre novembro de 2012 e fevereiro de 2013. Brantley ficou decepcionado com a interpretação de Chastain, dizendo que ela estava "assinalando seus pensamentos internos" e que suas falas às vezes saíram rasas.
O suspense Zero Dark Thirty de Kathryn Bigelow foi o último lançamento de Chastain em 2012. O filme conta um relato parcialmente ficcionalizado sobre a caçada de uma década contra Osama bin Laden, o líder terrorista da Al-Qaeda, depois dos ataques de 11 de setembro de 2001. Ela foi escalada como Maya, uma analista de inteligência da CIA que ajudou a encontrar bin Laden. O assunto sensível deixou Chastain desconfortável  durante a produção. Ela sofreu de depressão no decorrer das filmagens e certa vez chegou a deixar o cenário chorando porque não conseguia continuar. Chastain não pôde se encontrar com a agente real quem Maya era baseada, em vez disso baseou sua interpretação na pesquisa feita pelo roteirista Mark Boal. Zero Dark Thirty foi aclamado pela crítica, porém atraiu controvérsias por suas cenas de tortura que proporcionaram informações úteis na procura por bin Laden. Peter Travers da Rolling Stone achou que Chastain interpretou Maya "como uma tempestade em formação em uma performance indelével e implosiva que corta tão profundamente que podemos sentir seus nervos". Ebert salientou a versatilidade da atriz e comparou favoravelmente sua habilidade e amplitude com Meryl Streep. Por sua performance, Chastain venceu o Globo de Ouro de Melhor Atriz em Cinema – Drama, também recebendo indicações ao Oscar, BAFTA e Prêmio do Sindicato dos Atores como Melhor Atriz.
Em seguida, Chastain assumiu o papel de uma musicista que é forçada a cuidar das sobrinhas de seu namorado no filme de terror Mama. Ela se interessou pela ideia de interpretar uma mulher drasticamente diferente dos papéis de "mãe perfeita" que tinha feito em Take Shelter e The Tree of Life, baseando o visual de sua personagem na cantora Alice Glass. O crítico Richard Roeper do Chicago Sun-Times comentou quanto o papel era diferente daqueles que ela havia interpretado anteriormente, considerando isto uma prova de que Chastain era uma das melhores atrizes de sua geração. Quando o filme estreou logo na segunda semana de janeiro de 2013, Chastain tornou-se a primeira atriz ou ator em quinze anos a ser a protagonista dos dois primeiros longas em bilheteria da semana, por Mama e Zero Dark Thirty. Mama acabou arrecadando 146 milhões de dólares mundialmente. Depois, Chastain foi a personagem título no drama The Disappearance of Eleanor Rigby, em que também foi produtora, fazendo uma mulher depressiva que se separa do marido após um incidente trágico. O diretor e roteirista Ned Benson escreveu a história inicialmente a partir da perspectiva do marido, porém depois escreveu outra versão contada da perspectiva da esposa sob insistência de Chastain. O longa estreou no Festival Internacional de Cinema de Toronto de 2013 em duas partes, Him e Her. Uma terceira parte unindo as duas perspectivas, chamada de Them, foi lançada separadamente. The Disappearance of Eleanor Rigby não atraiu grande público, porém o crítico A. O. Scott do The New York Times elogiou Chastain por "circundar distinções convencionais entre forte e vulnerável, mostrando controle habilidoso mesmo quando sua personagem o está perdendo, mantendo seu equilíbrio mesmo quando o filme vira e rola em direção do melodrama".

### Grandes bilheterias

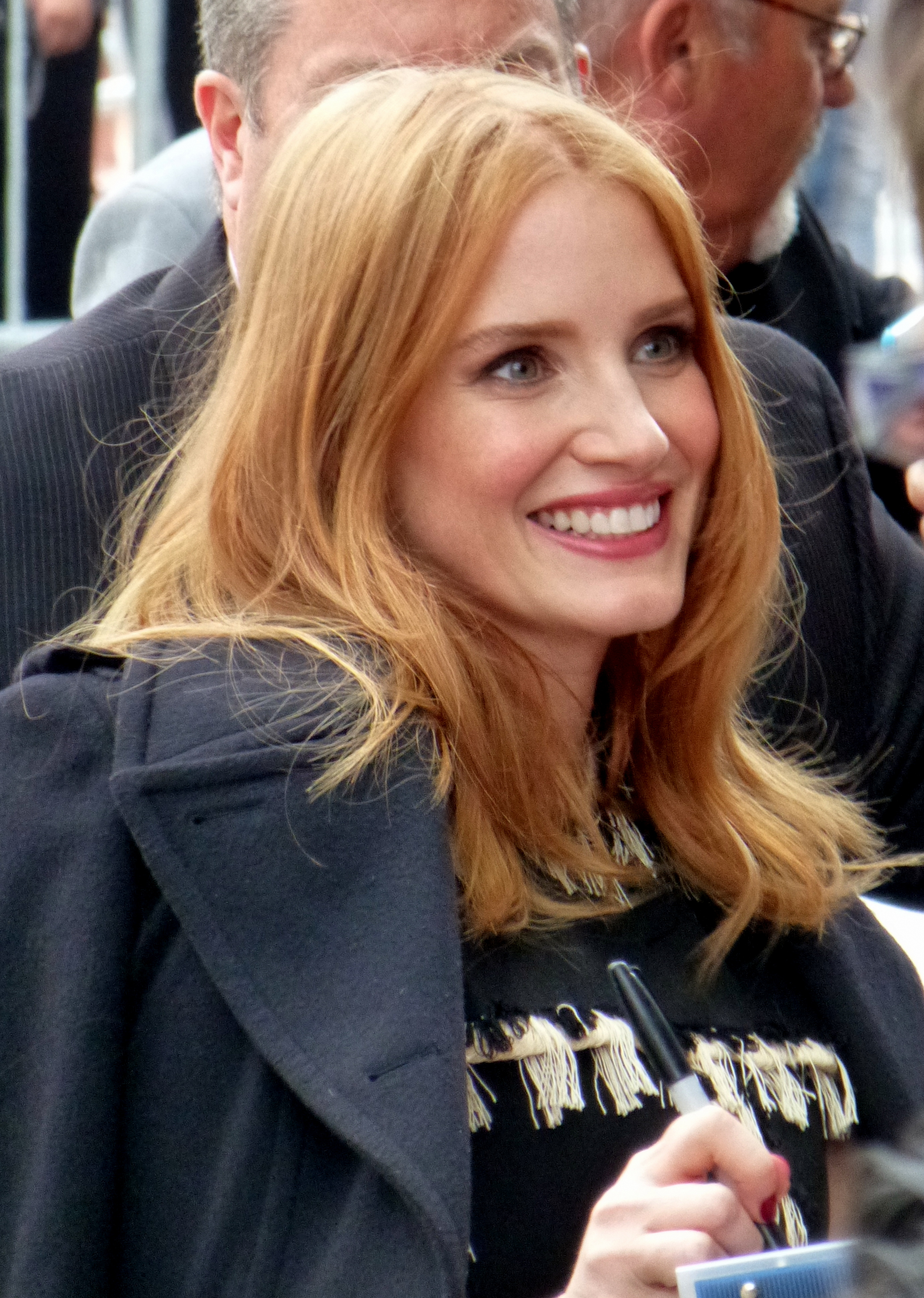
Chastain em 2015.

Chastain apareceu em três filmes em 2014. Ela interpretou a personagem título de Miss Julie, uma adaptação da peça sueca Fröken Julie de August Strindberg, da diretora Liv Ullmann. O longa conta a história de uma aristocrata sexualmente reprimida que começa um caso com o criado de seu pai. Chastain se interessou pela abordagem feminista de Ullmann sobre o assunto. David Rooney do The Hollywood Reporter achou que faltava relevância para a produção apesar da sutileza da interpretação de Chastain. O filme teve apenas um lançamento comercial limitado. Ela recebeu o roteiro do longa de ficção científica Interstellar de Christopher Nolan enquanto filmava Miss Julie na Irlanda. A produção tinha um orçamento de 165 milhões de dólares e foi filmada em sua maior parte com câmeras IMAX. Chastain foi escalada como a filha adulta do personagem de Matthew McConaughey; ela se interessou pelo projeto por causa do peso emocional que encontrou na relação entre pai e filha. Drew McWeeny da HitFix comentou como Chastain se destacou em seu papel coadjuvante. Interstellar arrecadou 675 milhões de dólares em bilheteria e tornou-se o filme live-action de maior arrecadação de Chastain.
Seu último lançamento de 2014 foi o policial A Most Violent Year de J. C. Chandor. Se passando na Nova Iorque de 1981, o ano que a cidade teve seu maior número de crimes, a história segue um dono de uma companhia petrolífera e sua impiedosa esposa, interpretada por Chastain. Em preparação, ela pesquisou o período e trabalhou com um técnico para desenvolver um sotaque do Brooklyn. Chastain colaborou com a figurinista Kasia Walicka-Maimone a fim de encontrar o figurino da personagem, também contatando a Armani que lhe enviou roupas da época. Mick LaSalle do San Francisco Chronicle achou que Chastain era "a encorporação de uma mulher nova rica de Nova Iorque da época",  enquanto Mark Kermode do The Guardian escreveu que ela estava "incrível" em um papel inspirado por Lady Macbeth. Chastain foi indicada ao Globo de Ouro de Melhor Atriz Coadjuvante pelo filme. A Associação dos Críticos de Cinema de Radiodifusão entregou para ela um prêmio especial por seus trabalhos em 2014.
Em 2015, Chastain assumiu o papel de uma astronauta comandante de uma missão espacial no filme de ficção científica The Martian de Ridley Scott, baseado no romance homônimo de Andy Weir. Ela se encontrou com astronautas no Jet Propulsion Laboratory e no Centro Espacial Johnson, baseando sua personagem em Tracy Caldwell, com quem passou tempo em Houston. The Martian foi seu segundo filme em dois anos a arrecadar mais de seiscentos milhões de dólares na bilheteria. Chastain interpretou no mesmo ano uma condessa que trama junto com seu irmão para aterrorizar a noiva deste no romance gótico Crimson Peak de Guillermo del Toro. Ela abordou com empatia o papel vilanesco, preparando-se ao ler poetas de cemitério e assistir os filmes Rebecca e What Ever Happened to Baby Jane?. del Toro a escolheu para o filme com o objetivo de dar acessibilidade a um papel que considerava "psicopata", porém o crítico Peter Debruge da Variety achou que Chastain foi "alarmantemente mal escolhida" e a criticou por falhar em transmitir a insegurança e impiedosidade da personagem. Por outro lado, David Sims da The Atlantic a elogiou por interpretar a "intensidade ciumenta" da personagem.

### Papéis feministas

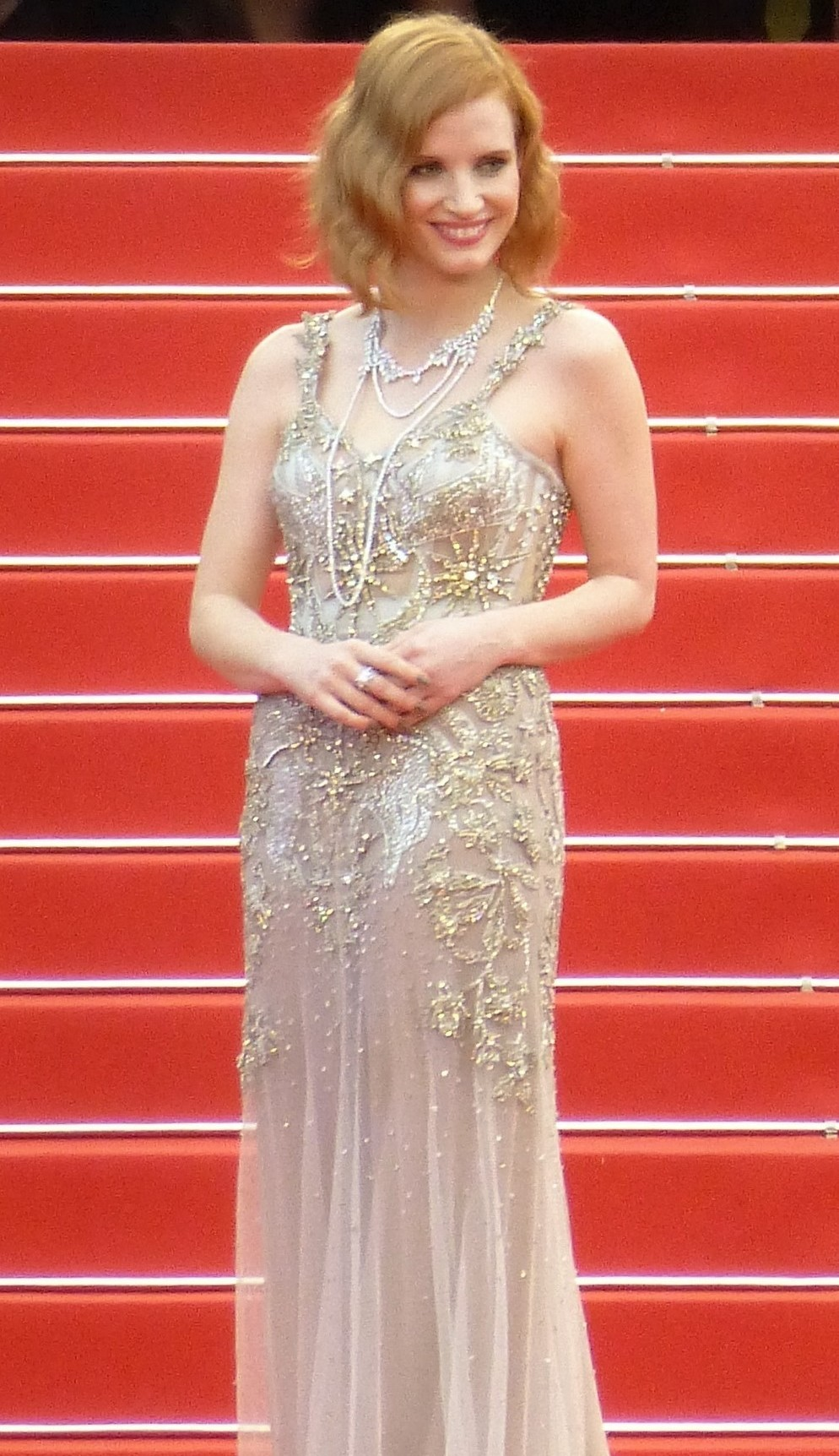
Chastain em 2016.

Chastain procurou um papel mais leve depois de interpretar personagens intensas seguidamente. Ela o encontrou na fantasia The Huntsman: Winter's War, que era tanto uma sequência quanto uma prequela de Snow White and the Huntsman. Chastain se interessou pela ideia de interpretar uma guerreira cujas habilidades estavam no mesmo nível que as do protagonista masculino, porém o filme foi mau recebido pela crítica e teve uma desempenho ruim na bilheteria. Ela então estrelou como a personagem título do suspense político Miss Sloane, mais uma colaboração com John Madden. Chastain leu o romance Capitol Punishment de Jack Abramoff a fim de pesquisar a prática de lobismo nos Estados Unidos, também encontrando-se com lobistas mulheres para poder estudar seus maneirismos e estilo. Travers a considerou uma das melhores atrizes do planeta, elogiando-a por atrair o interesse do público sobre a vida de Sloane, enquanto Chang afirmou que sua performance era "uma tour de force de precisão retórica e intensidade emocional bem enrolada". Chastain foi indicada ao Globo de Ouro pelo filme.
Ainda em 2016, Chastain fundou uma companhia de produção chamada Freckle Films, liderada por uma equipe de executivas mulheres. Ela começou 2017 como produtora executiva e narradora de I Am Jane Doe, um documentário sobre tráfego sexual. Chastain estrelou dois projetos dirigidos por mulheres com o objetivo promover cineastas femininas: The Zookeeper's Wife de Niki Caro e Woman Walks Ahead de Susanna White. No primeiro, uma adaptação do livro homônimo de Diane Ackerman, Chastain interpretou a personagem real Antonina Żabiński, que salvou junto do marido várias pessoas e animais na Segunda Guerra Mundial. O filme teve uma recepção mista, porém Stephen Holden do The New York Times salientou como a "interpretação vigilante e em camadas" de Chastain empoderou o longa. O segundo contava a história da ativista Caroline Weldon do século XIX, que serviu de conselheira para Touro Sentado, chefe dos índios sioux. Ela ficou interessada em fazer um papel que poderia inspirar meninas, também dando sugestões nos bastidores a fim de evitar o clichê da salvadora branca.
Também em 2017, Chastain interpretou Molly Bloom, uma ex-esquiadora profissional que organizou uma operação de jogos de azar que levou a sua prisão nas mãos do FBI, no drama Molly's Game de Aaron Sorkin. Ela aceitou o papel em parte por seu desejo de trabalhar com Sorkin, cujos roteiros ela muito admirava. Chastain, em vez de basear-se na pessoa pública de Bloom, encontrou-se com ela pessoalmente com o objetivo de explorar suas falhas e vulnerabilidades. A atriz também pesquisou o submundo do pôquer e entrevistou alguns dos jogadores de Bloom. Peter Debruge da Variety elogiou a interpretação como "um dos melhores papéis femininos do cinema" e creditou o sucesso do longa tanto ao "talento estratosférico" de Chastain quando ao roteiro de Sorkin. Chastain foi indicada ao seu quinto Globo de Ouro por Molly's Game. Ela tinha filmado um papel de uma "colunista de fofoca" no longa The Death and Life of John F. Donovan, o primeiro projeto em língua inglesa do diretor canadense Xavier Dolan, porém sua participação no filme acabou sendo cortada na edição pois o diretor acabou achando que seu papel era incompatível com a história.
Chastain interpretou em 2019 a alienígena maligna Vuk no longa-metragem de super-herói Dark Phoenix, o décimo segundo filme da franquia cinematográfica X-Men. Ela afirmou que aceitou o papel porque a série e o filme dava muita ênfases para as personagens femininas. Dark Phoenix foi considerado um fracasso de bilheteria e crítica, com Peter Bradshaw considerando que o papel foi "um desperdício de seus talentos".

#### Projetos futuros
Chastain interpretará Beverly Marsh em It: Chapter Two, sequência de It de 2017, assumindo o papel anteriormente interpretado por Sophia Lillis. Ela protagonizará e produzirá o longa-metragem de ação Eve, dirigido por Tate Taylor. Também irá estrelar a biografia George and Tammy de Taylor Hackford como a cantora Tammy Wynette, será atriz e produtora executiva no filme de espiões The 355, produzirá e estrelará um novo longa de comédia ao lado de Octavia Spencer e atuará como produtora e protagonista de um filme adaptação da super-heroína de quadrinhos Painkiller Jane. Além disso, Chastain vai estrelar uma adaptação do jogo eletrônico Tom Clancy's The Division ao lado de Jake Gyllenhaal e interpretará a televangelista Tammy Faye Messner em The Eyes of Tammy Faye ao lado de Andrew Garfield.

## Vida pessoal e ativismo
Apesar da grande atenção da mídia que costuma atrair, Chastain permanece reservada sobre sua vida pessoal e escolhe comparecer a tapetes vermelhos sem estar acompanhada de um parceiro. Ela se considera uma pessoa "tímida", afirmando em 2011 que gostava de rotinas doméstica como levar seu cachorro para passear e tocar ukulele em vez de ir para festas. Chastain citou a atriz Isabelle Huppert como uma influência por conseguir manter uma família enquanto interpreta papéis desafiadores.

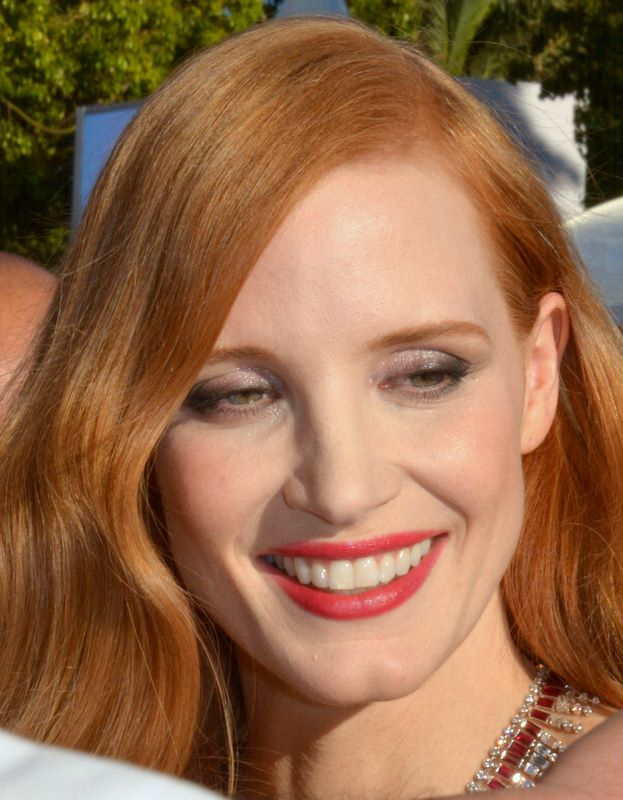
Chastain em 2017.

Chastain ama animais e já adotou um cachorro resgatado. Ela foi uma pescetariana durante boa parte da sua vida; ela passou a praticar o veganismo depois de problemas de saúde. Chastain esteve em uma relação duradoura durante os anos 2000 com o diretor e roteirista Ned Benson, porém eles terminaram em 2010. Ela começou em 2012 a namorar Gian Luca Passi de Preposulo, um conde italiano da família nobre Passi de Preposulo, que trabalha como executivo de moda da marca Moncler. Os dois se casaram em 10 de junho de 2017 na propriedade dos Preposulo na Itália. Eles atualmente vivem em um apartamento em Nova Iorque. O casal teve sua primeira filha, Giulietta Passi Chastain, em novembro de 2018 através de uma barriga de aluguel.
Chastain é uma feminista e já falou muitas vezes contra a discriminação enfrentada por mulheres e minorias em Hollywood. Ela escreveu uma coluna sobre desequilíbrio de gênero na indústria na edição de dezembro de 2015 do The Hollywood Reporter. Chastain foi membro do juri do Festival de Cannes 2017, criticando pesadamente a representação passiva das mulheres na maioria dos longas. Ela também já reclamou sobre a falta de críticas de cinema mulheres, algo que acredita prejudicar perspectivas neutras no cinema. Chastain defende maior equilíbrio de gênero em filmagens, incluindo maior representação de mulheres em equipes de produção e em posições de poder. Ela procura "amplificar as vozes" de vítimas de abuso sexual na indústria por meio de suas mídias sociais. Ela colaborou em 2018 com outras trezentas mulheres para formar a iniciativa Time's Up com o objetivo de proteger mulheres de abuso e discriminação.
Chastain apoia pagamentos igualitários nos locais de trabalho, já tendo rejeitado propostas de trabalho que considerou injustas. Ela apoiou em 2013 a campanha Got Your 6 a fim de empoderar veteranas do Exército dos Estados Unidos, tornando-se em 2016 um membro do conselho consultivo da organização We Do It Together, que produz filmes e programas de televisão com o objetivo de empoderar mulheres. Em 2017, Chastain apareceu junto com várias outras atores em uma produção teatral de The Children's Monologues, em que interpretou um monólogo como uma menina de treze anos que foi estuprada pelo tio. O evento era para angariar fundos para a Dramatic Need, uma organização de caridade para ajudar crianças africanas encontrarem uma carreira nas artes.
Tendo passado pelo suicídio de sua irmã, Chastain procura aumentar a consciência das pessoas sobre depressão e apoiar aqueles que sofrem do problema. Ela apoia organizações de caridade que promovem a saúde mental, estando envolvida com a organização sem fins lucrativos To Write Love on Her Arms que ajuda estudantes de sexualidade ou gênero alternativos a superarem suas inseguranças. Chastain foi intimidada quando era criança por causa de seus cabelos ruivos e sardas e agora luta contra a intimidação. Ela já fez campanha pelo acesso de saúde sexual acessível para mulheres, tendo sido honrada em 2017 por seu trabalho junto a Paternidade Planejada.

## Imagem e estilo
Roy Porter da revista InStyle descreveu em 2015 a pessoa de Chastain fora de cena: "ela é uma adulta, que não é sempre garantia em Hollywood. Inconscientemente franca com suas respostas, ela mantém um incomum senso de perspectiva dentre seus colegas e possuí opiniões verdadeiras". Porter também a creditou por ser uma rara atriz que é "tudo pela arte". Evgenia Peretz, editora da Vanity Fair, considera Chastain como "a atriz mais sensiva e simpática" que já entrevistou.

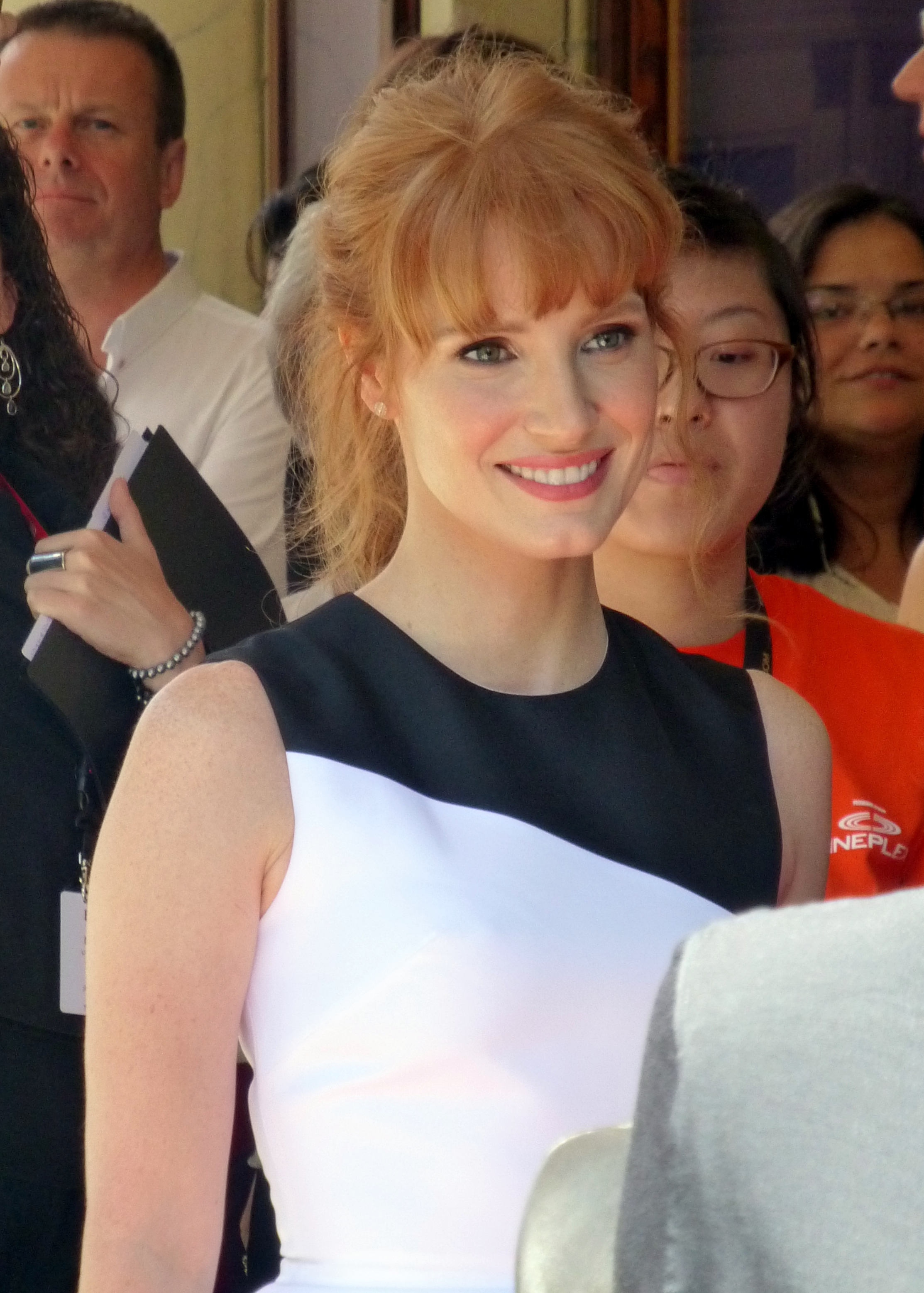
Chastain em 2014.

Chastain especializou-se em interpretar papéis emocionalmente esgotantes e se interessa em personagens femininas fortes, mas que ao mesmo tempo são falhas. Sanjiv Bhattacharya do London Evening Standard identificou um tema recorrente de personagens que "subvertem expectativas de gênero de alguma forma". David Ehrlich da IndieWire credita Chastain por ser a única atriz norte-americana que consistentemente interpreta papéis que "defendem ideais feministas". Ela acredita em grande preparação antes de fazer qualquer papel: "Me preencho com o máximo possível de história da personagem". Os críticos Roger Ebert e Richard Roeper já elogiaram sua versatilidade, com a revista W lhe creditando por evitar ser marcada por um único tipo de papel.
Guillermo del Toro, que dirigiu Chastain em Crimson Peak, acredita que ela está "interessada em ser camaleônica" e que traz autenticidade até para situações bizarras. Sophie Heawood do The Guardian crê que a habilidade de Chastain de trazer pouco ego para seus papéis lhe deixa irreconhecível. Sarah Karmali do Harper's Bazaar tem a opinião de que "ela vai para a imersão total, afundando tão profundamente na personagem que seu rosto parece mudar de formato com cada uma". Lea Goldman da Marie Claire comparou sua atuação com Meryl Streep e Cate Blanchett, escrevendo que Chastain valoriza sua arte sobre seu visual. Ben Dickinson da Elle escreveu sobre ela em 2017:
| “ | Com seus olhos muitas vezes assombrosos, tez pálida e cabeleira maravilhosamente vermelha [...] ela pode projetar qualquer coisa desde altivez gélida (The Martian e Miss Sloane), a calor amoroso (The Tree of Life e The Zookeeper's Wife) ou um equilíbrio instável de alta inteligência entre isso (Zero Dark Thirty e A Most Violent Year). | ” |

A revista Vogue descreveu Chastain como sendo "excessivamente exuberante [...] com características de Botticelli enroladas em uma estrutura óssea que tem um toque masculino, bem até a fenda de sua bochecha". Ela foi nomeada a atriz vegetariana mais sensual em uma pesquisa realizada pela PETA em 2012. Entre 2012 e 2014, ela apareceu na lista da AskMen de mulheres mais desejáveis, com a Glamour em 2015 lhe nomeando uma das mulheres mais bem vestidas do mundo.
A revista Time colocou Chastain em 2012 em sua lista das cem pessoas mais influentes do mundo. No mesmo ano, ela foi convidada a fazer parte da Academia de Artes e Ciências Cinematográficas e apoiou a fragrância Manifesto de Yves Saint Laurent. Chastain tornou-se em 2015 a embaixadora global da companhia joalheira e relojoaria suíça Piaget, enquanto em 2017 ela foi a garota propaganda da fragrância Woman de Ralph Lauren.

## Créditos e prêmios
Segundo o site agregador de resenhas Rotten Tomatoes e o site de bilheteria Box Office Mojo, os filmes mais aclamados e de maior arrecadação de Chastain incluem Take Shelter, The Help, Coriolanus, Madagascar 3: Europe's Most Wanted, Zero Dark Thirty, Mama, Interstellar, A Most Violent Year, The Martian, Miss Sloane e Molly's Game. Dentre seus papéis no teatro, destaca-se a produção da Broadway de The Heiress.
Chastain já foi indicada a dois Oscars: Melhor Atriz Coadjuvante por The Help e Melhor Atriz por Zero Dark Thirty. Ela já venceu o Globo de Melhor Atriz em Cinema – Drama por Zero Dark Thirty e foi indicada outras quatro vezes: Melhor Atriz por Miss Sloane e Molly's Game, e Melhor Atriz Coadjuvante – Cinema por The Help e A Most Violent Year. Chastain também foi uma das recipientes do Prêmio do Sindicato dos Atores de Melhor Interpretação de Elenco em Cinema junto com o resto do elenco de The Help, recebendo indicações em Melhor Atriz Coadjuvante também por The Help e Melhor Atriz Principal por Zero Dark Thirty.

#### Oscar
| Ano  | Categoria                | Filme                  | Resultado |
| ---- | ------------------------ | ---------------------- | --------- |
| 2012 | Melhor Atriz Coadjuvante | The Help               | Indicado  |
| 2013 | Melhor Atriz             | Zero Dark Thirty       | Indicado  |
| 2022 | Melhor Atriz             | The Eyes of Tammy Faye | Venceu    |

#### Emmy Awards
| Ano  | Categoria                               | Filme          | Resultado |
| ---- | --------------------------------------- | -------------- | --------- |
| 2023 | Melhor Atriz em Minissérie ou Telefilme | George & Tammy | Indicado  |

#### Tony Awards
| Ano  | Categoria                    | Filme          | Resultado |
| ---- | ---------------------------- | -------------- | --------- |
| 2023 | Melhor Atriz em Peça Teatral | A Doll's House | Indicado  |

#### Prêmio Globo de Ouro
| Ano  | Categoria                               | Filme                  | Resultado |
| ---- | --------------------------------------- | ---------------------- | --------- |
| 2012 | Melhor Atriz Coadjuvante em Cinema      | The Help               | Indicado  |
| 2013 | Melhor Atriz em Cinema - Drama          | Zero Dark Thirty       | Venceu    |
| 2015 | Melhor Atriz Coadjuvante em Cinema      | A Most Violent Year    | Indicado  |
| 2017 | Melhor Atriz em Cinema - Drama          | Miss Sloane            | Indicado  |
| 2018 | Melhor Atriz em Cinema - Drama          | Molly's Game           | Indicado  |
| 2022 | Melhor Atriz em Cinema - Drama          | The Eyes of Tammy Faye | Indicado  |
| 2022 | Melhor Atriz em Minissérie ou Telefilme | Scenes from a Marriage | Indicado  |
| 2023 | Melhor Atriz em Minissérie ou Telefilme | George & Tammy         | Indicado  |

#### SAG Awards
| Ano  | Categoria                               | Filme                  | Resultado |
| ---- | --------------------------------------- | ---------------------- | --------- |
| 2012 | Melhor Atriz Coadjuvante                | The Help               | Indicado  |
| 2012 | Melhor Elenco em Cinema                 | The Help               | Venceu    |
| 2013 | Melhor Atriz Principal                  | Zero Dark Thirty       | Indicado  |
| 2022 | Melhor Atriz Principal                  | The Eyes of Tammy Faye | Venceu    |
| 2023 | Melhor Atriz em Minissérie ou Telefilme | George & Tammy         | Venceu    |